# Loxoglypta balansae
Loxoglypta balansae is een tweekleppigensoort uit de familie van de Tellinidae. De wetenschappelijke naam van de soort is voor het eerst geldig gepubliceerd in 1878 door Bertin.